# بوق جناحي
البوق الجناحي هي آلة نفخ نحاسية تشبه البوق و الشياع ولكن بها تجويف أوسع وأكثر مخروطية. وهو نوع من البوق ذي الصمامات، تم تطويره في ألمانيا في أوائل القرن التاسع عشر من البوق الإنجليزي التقليدي بدون صمام. تم بيع النسخة الأولى من البوق ذي الصمامات بواسطة هاينريش ستولزل في برلين عام 1828.